# Daria Halprin
Daria Schuman Halprin (San Francisco, 30 dicembre 1948) è un'attrice, danzatrice e insegnante statunitense, nota per aver interpretato il film Zabriskie Point di Michelangelo Antonioni.

## Biografia
Figlia dell'architetto paesaggista Lawrence Halprin e della coreografa Anna Halprin, è cresciuta nella Bay Area di San Francisco. Dopo aver incominciato a studiare danza seguendo le orme di sua madre, alla fine degli anni '60 si iscrisse alla facoltà di antropologia dell'Università di Berkeley; in quel periodo entrò a far parte della scena hippie di Haight-Ashbury a San Francisco e comparve nel documentario Revolution del 1968 di Jack O'Connell, ripresa mentre, nuda, leggeva una poesia. Il regista italiano Michelangelo Antonioni, che stava cercando due giovani attori non professionisti per il suo secondo film in lingua inglese, Zabriskie Point, prodotto dalla Metro-Goldwyn-Mayer, notò la performance della Halprin nel documentario e la scritturò per il film, trovando che esprimesse perfettamente lo spirito della controcultura che stava cercando.
Il film, uscito nel febbraio 1970 dopo due anni di lavorazione, esplorava, attraverso una sensibilità europea, le tensioni in atto tra controcultura ed establishment nella società americana in quel momento; la Halprin vi interpretava un personaggio con il suo stesso nome (Daria), una studentessa di antropologia di Los Angeles coinvolta nel movimento studentesco. Benché all'epoca il film abbia diviso la critica e sia stato un flop al botteghino, nel corso degli anni la pellicola è stata rivalutata fino a raggiungere lo status di cult movie, per la forza poetica delle sue immagini, per l'uso innovativo della musica rock in un film d'autore e per la rappresentazione dell'atmosfera utopica degli anni sessanta. La sequenza in cui lei e il suo partner fanno l'amore, insieme a centinaia di altre coppie, nel deserto della Valle della Morte, e quella finale in cui la Halprin immagina di far esplodere al rallentatore una villa razionalista col sottofondo della musica dei Pink Floyd, sono diventate fra le scene più iconiche della storia del cinema.
Dopo l'uscita del film la Halprin e il suo partner di Zabriskie Point Mark Frechette, che avevano incominciato una relazione durante le riprese, andarono a vivere in una comune di Boston che contava un centinaio di membri; i due ebbero il loro momento di popolarità come prima "coppia della controcultura" comparendo su numerose riviste e copertine; apparvero come coppia anche in televisione al The Dick Cavett Show nel 1971. Poco dopo però la Halprin abbandonò la comune a causa dei suoi metodi rigidi e pose fine alla relazione con Frechette facendo ritorno a San Francisco; nel 1972 girò quello che sarebbe stato il suo terzo ed ultimo film, il thriller The Jerusalem File di John Flynn. Nello stesso anno sposò Dennis Hopper, con cui andò a vivere in Nuovo Messico e da cui ha avuto la figlia Ruthanna Hopper, scrittrice ed artista; la coppia divorziò poi nel 1976 e l'attrice fece ritorno in California.
Dopo queste esperienze cinematografiche la Halprin lasciò definitivamente il cinema per dedicarsi alla danzaterapia. Nel 1978 ha fondato in California, insieme con sua madre Anne, il Tamalpa Institute, una struttura dedicata all'utilizzo di pratiche artistiche (arte, danza, movimento, performance) a scopo terapeutico; ha scritto anche diversi libri sul tema. È apparsa in una intervista nel cortometraggio When the Fall Comes del 2014.

## Filmografia
- Revolution, regia di Jack O'Connell (1968)
- Zabriskie Point, regia di Michelangelo Antonioni (1970)
- The Jerusalem File, regia di John Flynn (1972)